# Frank Ifield
Francis Edward Ifield (Coventry, 30 de novembro de 1937 – Sydney, 18 de maio de 2024) foi um cantor inglês de música country. O auge de seu sucesso foi no começo da década de 1960, quando emplacou quatro singles na primeira colocação das paradas musicais do Reino Unido.

## Discografia

### Álbuns
| Ano  | Álbum               | Posição nas paradas | Posição nas paradas |
| Ano  | Álbum               | UK Albums Chart     | US Country          |
| ---- | ------------------- | ------------------- | ------------------- |
| 1963 | I'll Remember You   | 3                   | —                   |
| 1963 | Born Free           | 3                   | —                   |
| 1964 | Blue Skies          | 10                  | —                   |
| 1964 | Greatest Hits       | 9                   | —                   |
| 1965 | Portrait In Song    | —                   | —                   |
| 1965 | Up Jumped A Swagman | —                   | —                   |
| 1967 | Tale of Two Cities  | —                   | 35                  |

### Singles
| Ano  | Single (Compositores)                                                       | Posição nas paradas | Posição nas paradas | Posição nas paradas | Posição nas paradas |
| Ano  | Single (Compositores)                                                       | UK Singles Chart    | Billboard Hot 100   | Hot Country Songs   |                     |
| ---- | --------------------------------------------------------------------------- | ------------------- | ------------------- | ------------------- | ------------------- |
| 1960 | "Lucky Devil" (Wally Gold/Aaron Schroeder)                                  | 22                  | —                   | —                   |                     |
| 1960 | "Gotta Get a Date" (Berry/Ginsbery)                                         | 49                  | —                   | —                   |                     |
| 1962 | "I Remember You" (Johnny Mercer/Victor Schertzinger)                        | 1                   | 5                   | —                   |                     |
| 1962 | "Lovesick Blues" (Cliff Friend/Irving Mills)                                | 1                   | 44                  | —                   |                     |
| 1963 | "The Wayward Wind" (Stanley Lebowsky/Herb Newman)                           | 1                   | —                   | —                   |                     |
| 1963 | "Nobody's Darlin' But Mine" (Jimmie Davis)                                  | 4                   | —                   | —                   |                     |
| 1963 | "Confessin' (That I Love You)" (Doc Daugherty/Al J. Neiberg/Ellis Reynolds) | 1                   | 58                  | —                   |                     |
| 1963 | "Mule Train" (Fred Glickman/Hy Heath/Johnny Lange)                          | 22                  | —                   | —                   |                     |
| 1964 | "Don't Blame Me" (Dorothy Fields/Jimmy McHugh)                              | 8                   | —                   | —                   |                     |
| 1964 | "Angry at the Big Oak Tree" (Paul Hampton/Bob Hilliard)                     | 25                  | —                   | —                   |                     |
| 1964 | "I Should Care" (Sammy Cahn/Axel Stordahl/Paul Weston)                      | 33                  | —                   | —                   |                     |
| 1964 | "Summer is Over" (Tom Springfield/Clive Westlake)                           | 25                  | —                   | —                   |                     |
| 1964 | "Please" (Ralph Rainger/Leo Robin)                                          | —                   | 71                  | —                   |                     |
| 1965 | "Paradise" (Nacio Herb Brown/Gordon Clifford)                               | 26                  | —                   | —                   |                     |
| 1966 | "No One Will Ever Know" (Mel Foree/Fred Rose)                               | 25                  | —                   | 42                  |                     |
| 1966 | "Call Her Your Sweetheart" (Leon Payne)                                     | 24                  | —                   | 28                  |                     |
| 1968 | "Good Morning, Dear" (Mickey Newbury)                                       | —                   | —                   | 67                  |                     |
| 1968 | "Oh, Such a Stranger" (Don Gibson)                                          | —                   | —                   | 68                  |                     |
| 1969 | "It's My Time"A (John D. Loudermilk)                                        | —                   | —                   | —                   |                     |
| 1991 | "She Taught Me How to Yodel"B (Tom Emerson/Paul Roberts/Van Esther Sciver)  | 40                  | —                   | —                   |                     |

Observações
- A"It's My Time" ficou em 12° lugar nas paradas countru da revista RPM no Canadá
- BCreditada a Frank Ifield e os The Backroom Boys

## Morte
Ifield morreu no dia 18 de maio de 2024, aos 86 anos, em Sydney, Austrália.